# Larry LaRocco

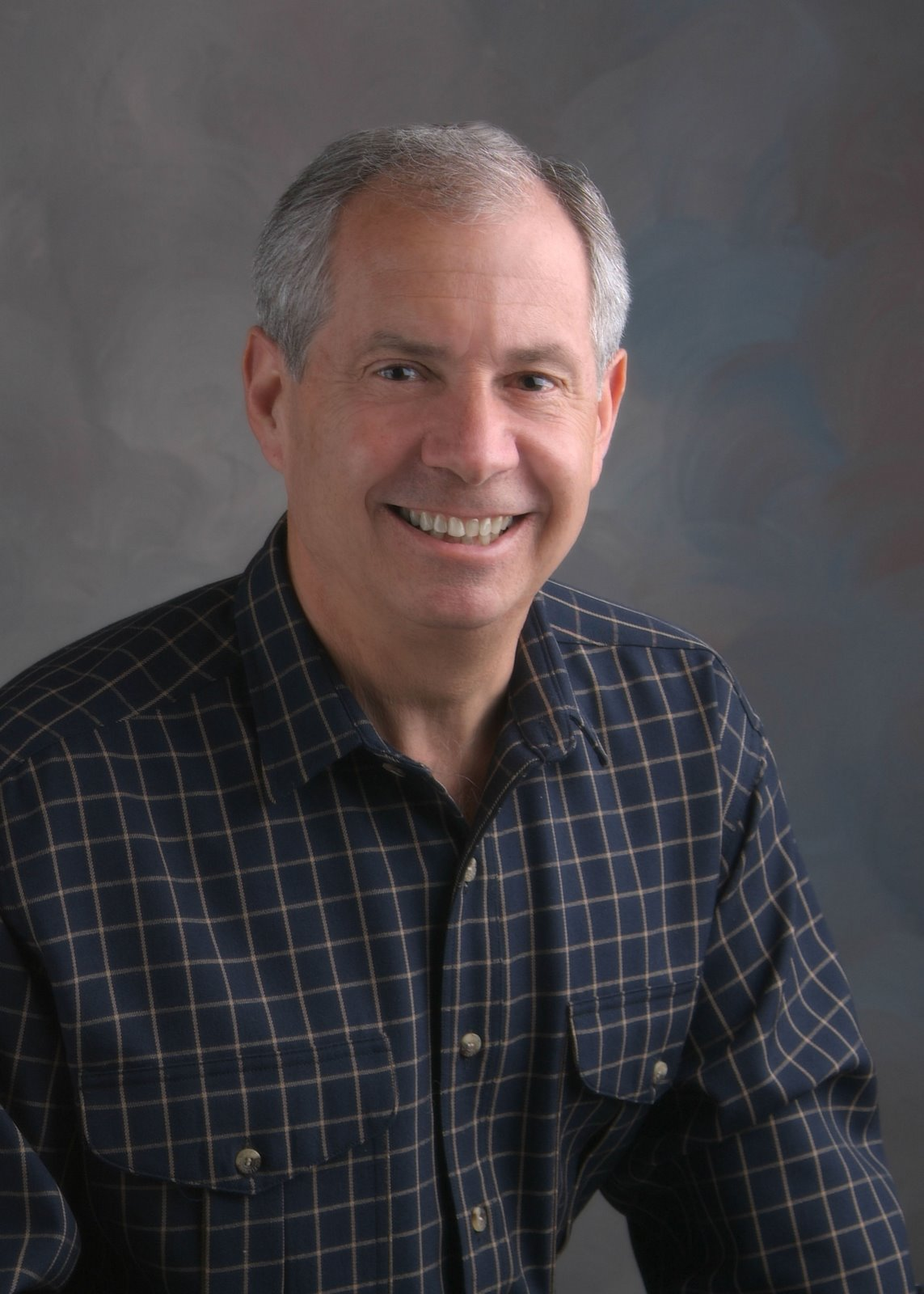
Larry LaRocco

Larry LaRocco (* 25. August 1946 in Van Nuys, Kalifornien) ist ein US-amerikanischer Politiker. Zwischen 1991 und 1995 vertrat er den ersten Wahlbezirk des Bundesstaates Idaho im US-Repräsentantenhaus.

## Frühe Jahre und Aufstieg
Larry LaRocco studierte bis 1967 an der Stanford University im Institute for Television and Radio. Danach war er bis 1968 auf der School of Advanced International Studies der Johns Hopkins University. LaRocco belegte außerdem Studiengänge an der University of Portland und der Boston University. Von 1969 bis 1972 war er Nachrichtenoffizier in der US Army und dabei in Heidelberg stationiert. Während dieser Zeit explodierte dort eine Autobombe, die drei amerikanische Soldaten tötete. Nach seiner Militärzeit arbeitete LaRocco von 1975 bis 1981 im nördlichen Idaho für den US-Senator Frank Church. Zwischen 1983 und 1990 war er Vizepräsident einer Maklerfirma.

## Politische Laufbahn
LaRocco ist Mitglied der Demokratischen Partei. Im Jahr 1982 kandidierte er erfolglos für einen Sitz im US-Kongress. Eine Kandidatur für den Senat von Idaho scheiterte im Jahr 1986 ebenfalls. Bei den Kongresswahlen des Jahres 1990 wurde er dann in das US-Repräsentantenhaus gewählt und löste dort am 3. Januar 1991 Larry Craig ab. Nach einer Wiederwahl im Jahr 1992 konnte LaRocco sein Mandat bis zum 3. Januar 1995 ausüben. Bei den Wahlen des Jahres 1994 war er nicht mehr bestätigt worden.
Im Jahr 2006 kandidierte Larry LaRocco erfolglos für das Amt des Vizegouverneurs von Idaho, 2008 scheiterte eine Kandidatur für den US-Senat. Larry LaRocco ist mit Chris LaRocco verheiratet und lebt in McCall in Idaho.